# 토니 올리버

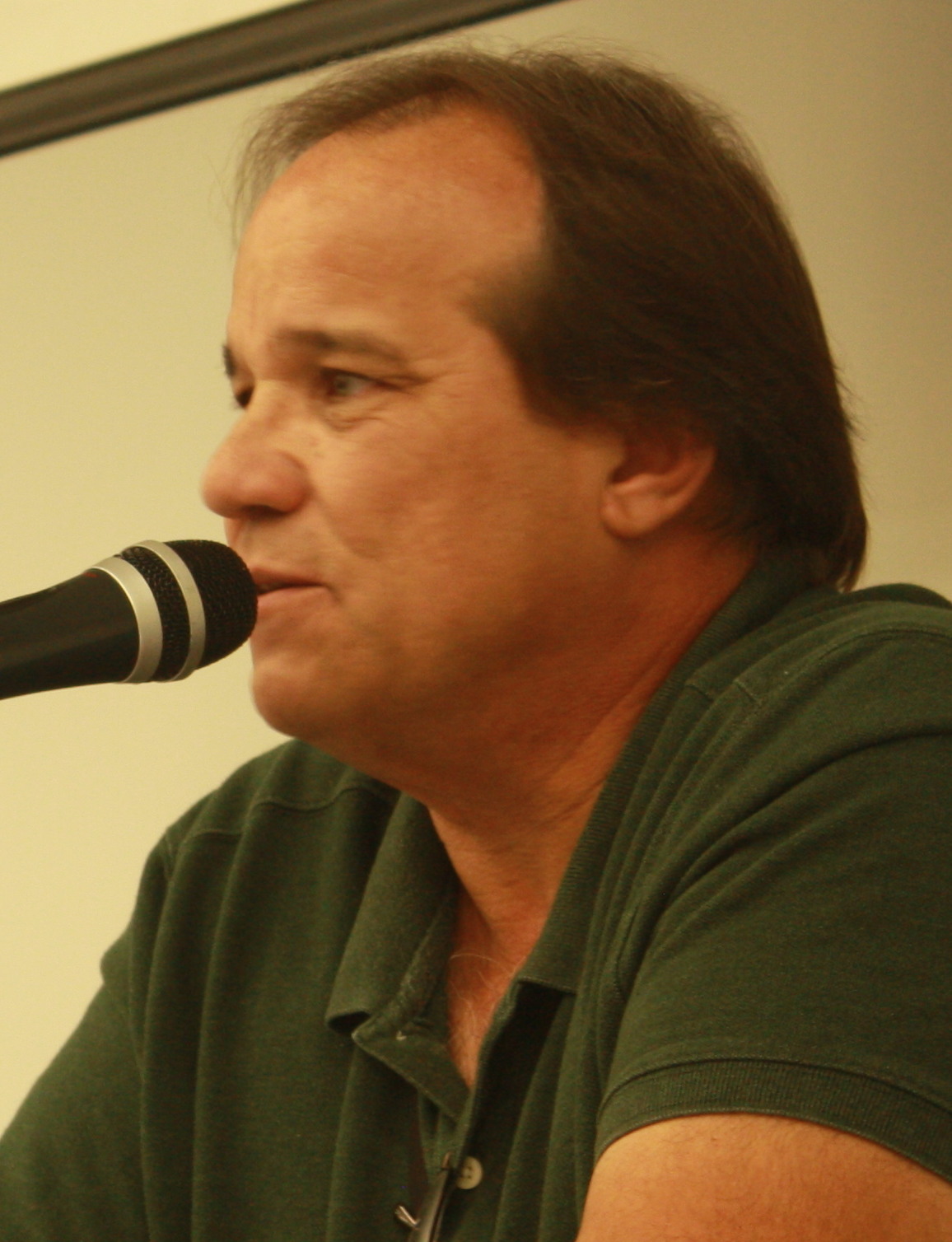
2016년의 모습.

토니 올리버(Tony Oliver)는 미국의 성우, 각본가로, 로보테크의 릭 헌터 역, Fate/stay night의 랜서, 루팡 3세의 루팡 3세 역할로 잘 알려져 있다.

## 참여 작품

### 일본 애니메이션
- 바람의 검심
- 트랜스포머 카로봇
- 암굴왕 (애니메이션)
- 건그레이브
- 마멀레이드 보이
- 암굴왕 (애니메이션)
- 울프스 레인
- 공각기동대 STAND ALONE COMPLEX
- 나루토
- 플라네테스
- 울트라매니악
- 최유기
- 교향시편 유레카 세븐
- 정글은 언제나 맑은 뒤 흐림
- Fate/stay night
- 정글은 언제나 맑은 뒤 흐림
- 카라스 (애니메이션)
- 천원돌파 그렌라간
- 러키☆스타
- 나루토
- 케이온!
- 침략! 오징어 소녀
- 누라리횬의 손자
- 취성의 가르간티아
- 러브 라이브!
- 샤를로트 (애니메이션)
- 페이트/그랜드 오더

### 실사 영화
- 마이티 모핀 파워레인저

### 영화
- 파워레인저 (영화)
- 루팡 3세: 루팡 VS 복제인간
- 로보텍 - 그림자 연대기
- 페이트/스테이 나이트 헤븐즈필 제1장 프레시지 플라워
- 루팡 3세: 더 퍼스트
- 아키라 (영화)
- 기동전사 건담 F91

### 비디오 게임 역할
- 블레이블루: 캘러미티 트리거
- 그랜드체이스